# Vùng kinh tế Bắc Kavkaz
Vùng kinh tế Bắc Kavkaz (tiếng Nga: Се́веро-Кавка́зский экономи́ческий райо́н; chuyển tự Latinh: Severo-Kavkazskiy ekonomicheskiy rayon) là một trong 12 vùng kinh tế của Nga. Nó bao gồm toàn bộ Vùng liên bang Bắc Kavkaz và phần phía tây của Vùng liên bang Phía Nam, tổng cộng gồm mười chủ thể liên bang sau đây:
Thuộc vùng liên bang phía Nam:
- Tỉnh Rostov;
- Cộng hòa Adygea;
- Krasnodar Krai;

Thuộc vùng Bắc Kavkaz:
- Cộng hòa Chechen;
- Cộng hòa Dagestan;
- Cộng hòa Ingushetia;
- Cộng hòa Kabardino-Balkar;
- Cộng hòa Karachay–Cherkess;
- Cộng hòa Bắc Ossetia–Alania;
- Stavropol Krai.

Khu kinh tế Bắc Kavkaz trên bản đồ Liên bang Nga.

Vùng kinh tế Bắc Kavkaz rất giàu tài nguyên năng lượng như dầu, khí đốt tự nhiên và than đá. Các sản phẩm công nghiệp chính bao gồm máy móc nông nghiệp, than đá, dầu mỏ và khí tự nhiên. Khu vực này cũng chứng kiến sự tăng trưởng trong sản xuất đồ uống có cồn và sản xuất điện. Các ngành công nghiệp phát triển khác bao gồm luyện kim sắt và kim loại màu, cơ khí, khai thác hóa chất, khoáng sản và khí đốt tự nhiên, chế biến gỗ và gỗ. Lưu vực sông Kuban là vùng đất đen màu mỡ - một trong những vựa lúa mì chính của Nga. Các phân ngành nông nghiệp chính gồm lúa mì, củ cải đường, thuốc lá, gạo và hạt hướng dương được trồng và chăn nuôi gia súc.